# Mevlüt Bora
Mevlüt Bora (nascido em 1 de junho de 1947) é um ex-ciclista turco que representou Turquia nos Jogos Olímpicos de Verão de 1972 no individual e contrarrelógio. É natural da Bulgária.